# Caletodraco
Caletodraco („drak galského kmene caletů“) byl rod abelisauridního teropoda z kladu Furileusauria, žijícího v období počínající pozdní křídy (geologický stupeň starší cenoman, asi před 100 až 95 miliony let) na území dnešní severní Francie (historická oblast Pays de Caux v Normandii).

## Objev a popis
Fosilie tohoto abelisaurida byly objeveny Nicolasem Cottardem v sedimentech glaukonotické křídy a vykopány při dvou samostatných Paleontologických expedicích v letech 2021 a 2023. Typový exemplář (MHNH 2024.1.1.1.) sestává z fragmentárních úlomků pánve, jednoho ocasního obratle, částí žeber a dalších obtížně identifikovatelných fosilií. Formálně byl tento taxon popsán v srpnu roku 2024. Druhové jméno je poctou objeviteli, který fosilii věnoval Přírodopisnému muzeu v Le Havre.

## Rozměry
Svými rozměry se Caletodraco výrazně blížil argentinskému příbuznému rodu Skorpiovenator. Jeho zhruba 70 cm dlouhé kosti kyčelní a 10 cm veliké tělo ocasního obratle velmi dobře odpovídají velikosti stejných fosilií u zmíněného jihoamerického abelisaurida. Z toho lze usoudit, že i evropský teropod mohl být dlouhý asi 6 až 6,2 metru a vážit kolem 891 kg.

## Zařazení
Caletodraco byl zástupcem čeledi Abelisauridae a kladu (přirozené vývojové skupiny) Furileusauria. Mezi jeho blízké vývojové příbuzné tak mohl patřit evropský rod Genusaurus a jihoamerické taxony Niebla, Llukalkan, Viavenator a největší dnes známý zástupce abelisauridů, rod Pycnonemosaurus.